# Vincenzo di Mattia
Vincenzo di Mattia (Gravini di Puglia, 1932), is een Italiaanse schrijver van voornamelijk toneelstukken. Daarnaast was hij programmamaker bij de Italiaanse televisiezender RAI.

## Toneelstukken
- 1958 - La Morte d'Oro (de gouden dood), eenakter
- 1959 - La lunga guerra col pane
- 1960 - Luce sul Letto Matrimoniale (Licht op het huwelijksbed)
- 1963 - Il Coltello di Zucchero (Het suikermes)
- 1964 - La Lanzichnecca (De vrouwelijke Lansier)
- 1964 - I Giorni degli Azzimi (De dagen van het ongezuurde brood)
- 1967 - Sesto Potere (De zesde Macht)
- 1974 - Il Confessori (De biechtvaders)
- 1977 - Provoca il Prossimo Tuo (provoceert uw naaste)

## Overig
- 1959 - Una scatola di bellezza conservata, monografie
- 1975 - Jesulandia, roman

## Prijzen
- 1958 - Premior. Ruggeri voor La Morte d'Oro
- 1963 - Premio Riccione voor Il Coltello di Zucchero
- 1964 - Premio dell'Institute del Dramma voor La Lanzichnecca
- 1976 - toneelprijs van Perugia voor Il Confessori

- International Standard Name Identifier: 0000 0003 9077 7712
- Nationale Bibliotheek van Tsjechië: xx0211306
- Nederlandse Thesaurus van Auteursnamen: 070198764
- Istituto Centrale per il Catalogo Unico: SBLV180109
- Virtual International Authority File: 284496266
- WorldCat: E39PBJjxydJpq6jmcWHtMRJMT3